# W3C Software Notice and License
W3C Software Notice and License — пермиссивная лицензия свободного ПО, используемая программным обеспечением, распространяемым Консорциумом Всемирной паутины, таким как Amaya. Лицензия является пермиссивной, совместимой с GNU General Public License.

## Использование лицензии
Данная лицензия дает право копировать,модифицировать и распространять программное обеспечение и его документацию, (как с модификациями так и без) для любых целей без взимания платы или взносов. Основными условиями этой лицензии являются требования:
- Предоставлять полный текст лицензии пользователям как оригинального, так и измененного или переработанного произведения в удобном для просмотра виде. Т.е если при разработке ПО был использован код под W3C Software Notice and License, то тогда текст лицензии должен предоставляться вместе с этим ПО.
- В самом тексте лицензии должны быть указаны все уже существующие отказы об ответственности, уведомления, или условия не принадлежащей вам интеллектуальной собственности, включенной в разрабатываемое ПО.
- Уведомление пользователя обо всех изменениях и модификациях оригинальных файлов, а также даты их изменения. Т.е, если при разработке были использованы или изменены файлы ПО под этой лицензией, то вы обязаны уведомить ваших пользователей об этом[4].

Условия этой лицензии запрещают использовать имя автора в рекламных или других коммерческих целях без его письменного разрешения. Программное обеспечение под этой лицензией может быть включено в проприетарное ПО.

## Программное обеспечение, использующее лицензию
- Arena
- Amaya
- Libwww